# Ostrogojsk
Ostrogojsk (în rusă Острого́жск; în ucraineană: Острогозьк, romanizat: Ostrohozk) este un oraș și centrul administrativ al raionului Ostrogojski din regiunea Voronej, Rusia, situat pe râul Tihaia Sosna (un afluent al Donului), la 142 de kilometri sud de Voronej, centrul administrativ al regiunii. Conform recensământului din 2002, populația sa a fost de 34.585 de locuitori, iar la recensământul de la 1 ianuarie 2010, populația sa a fost de 33.842 de locuitori.

## Istorie
Ostrogojsk este un centru istoric din estul regiunii istorice Slobidska Ukraina. A fost fondat în 1652 de cazaci ucraineni ca Ostrogojsk sau Ostrohozk  (mică cetate) și construcția sa a fost aprobată de voievodul rus Fiodor Arseniev.
Ivan Nicolaevici Zenkovski a adus în jur de 2.000 de locuitori din regimentele de cazaci din Cernihiv și Nijîn în jurul unui ostrog (cetate) aflat pe Linia defensivă a Belgorodului din Țaratul Rusiei. Datorită naturii fundației sale, populația istorică orașului a fost majoritar formată din cazaci ucraineni. Cel mai mare dintre regimentele de cazaci slobozi a fost Regimentul Ostrogojsk, cu 1000 de cazaci înregistrați. Pentru a coordona apărarea acestor teritorii cu forțele de garnizoană rusești și cu raioanele Liniei de Apărare Belgorod, regimentele de cazaci au fost puse sub autoritatea comandamentului militar al Grupului de Armate din Belgorod.
În timpul revoltei lui Stenka Razin împotriva lui Aleksei Mihailovici al Rusiei, orașul s-a aflat sub controlul cazacilor rebeli.
În 1696 Petru I cel Mare s-a oprit la Ostrogojsk pentru a se întâlni cu hatmanul cazacilor zaporojeni Ioan Mazepa și cu regimentul cazacilor din Ostrogojsk. În piața orașului Ostrogojsk se află un memorial care comemorează acest eveniment.
În 1708 Ostrogojsk a fost încorporat în gubernia Azov.
În 1724, rușii care locuiau în Ostrogojsk, care erau denumiți „oameni ai posadei” de către localnici, s-au mutat la Korotoiak, iar cazacii ucraineni care locuiau în Korotoiak s-au mutat în Ostrogojsk.
Orașul a servit ca sediu al unui regiment teritorial și militar cazac ucrainean Sloboda până în anii 1760, când a fost abolit de Ecaterina a II-a. În 1765, orașul Ostrogojsk a fost încorporat în nou-înființata gubernie Sloboda Ucraina. În 1802, orașul Ostrogojsk a făcut parte din noua gubernie Voronej  și în același an i s-au acordat drepturi de oraș. De atunci orașul a devenit un centru al diviziunii de Est a regiunii Slobidska Ukraina.
Conform recensământului rus din 1897, în orașul Ostrogojsk se aflau 51,4% de ruși mici (ucraineni) și 46,8% dintre ruși mari (ruși). Locuitorii orașului au continuat să-și păstreze obiceiurile ucrainene și tradițiile cazacilor până în secolul al XX-lea și s-a păstrat urme ale acestora într-un cartier al orașului numit „majdan”.
În 1918 orașul a fost controlat de Republica Populară Ucraineană și de Hatmanatul Ucrainean.  Din 1919 orașul a fost controlat de Armata Albă  a Rusiei de Sud aflată sub comanda lui Anton Ivanovici Denikin. În 1920, Ostrogojsk a devenit parte a Rusiei Sovietice, în timp ce granițele dintre Rusia Sovietică și Ucraina Sovietică nu au fost finalizate decât în 1925. Conform recensământului din 1926, etnicii ucraineni reprezentau 74,1% din locuitorii orașului și 69,6% din locuitorii raionului.  În 1928 Ostrogojsk a devenit centrul administrativ al unui raion în locul care se află acum regiunea Voronej. Orașul a fost ocupat de Germania Nazistă în timpul celui de-al doilea război mondial din 5 iulie 1942 (în timpul bătăliei de la Voronej) până la 20 ianuarie 1943, când a fost eliberat în timpul Ofensivei Ostrogojsk – Rossoș.

## Statutul administrativ și municipal
În cadrul diviziunilor administrative, Ostrogojsk servește ca centru administrativ al raionului Ostrogojski. Ca diviziune administrativă orașul este, împreună cu șase localități rurale din raionul Ostrogojski, încorporat în raionul Ostrogojsk ca așezarea urbană Ostrogojsk. Ca diviziune municipală, această unitate administrativă are, de asemenea, statutul de așezare urbană și face parte din raionul municipal Ostrogojski.

## Oameni notabili
- Alexander Iovski (1796—1857), chimist și farmacist rus
- Ivan Kramskoi (1837—1887), pictor rus
- Lev Soloviev (1837—1919), pictor rus
- Elisabet Milicina (1869—1930), scriitoare rusă
- Eduard Steinberg (1882—1935), pictor rus
- Pavel Fedoseenko (1898—1934), aeronaut sovietic
- Olga Vasilyeva (sniper)⁠(ru)[traduceți], lunetist rus sovietic
- Veniamin Gaidukov, general-locotenent  sovietic rus